# Lintonia
Lintonia Stapf é um género botânico pertencente à família Poaceae.

## Sinônimo
- Joannegria Chiov.